# جاستن غونزاليس
جاستن غونزاليس (بالإنجليزية: Justin Gonzales)‏ هو سياسي أمريكي، ولد في 1982. حزبياً، نشط في الحزب الجمهوري. وقد انتخب عضو مجلس نواب أركنساس.